# Čilá
Čilá (en allemand : Tschila) est une commune du district de Rokycany, dans la région de Plzeň, en République tchèque. Sa population s'élevait à 18 habitants en 2021.

## Géographie
Čilá se trouve sur la rive droite de la Berounka, à 28 km au nord-est de Rokycany, à 37 km au nord-est de Plzeň et à 52 km à l'ouest-sud-ouest de Prague.
La commune est limitée par la rivière Berounka et la commune de Hřebečníky au nord, par Skryje à l'est, par Podmokly au sud et au sud-ouest et par Hradiště à l'ouest.

## Histoire
La première mention écrite du village date de 1379.

## Galerie

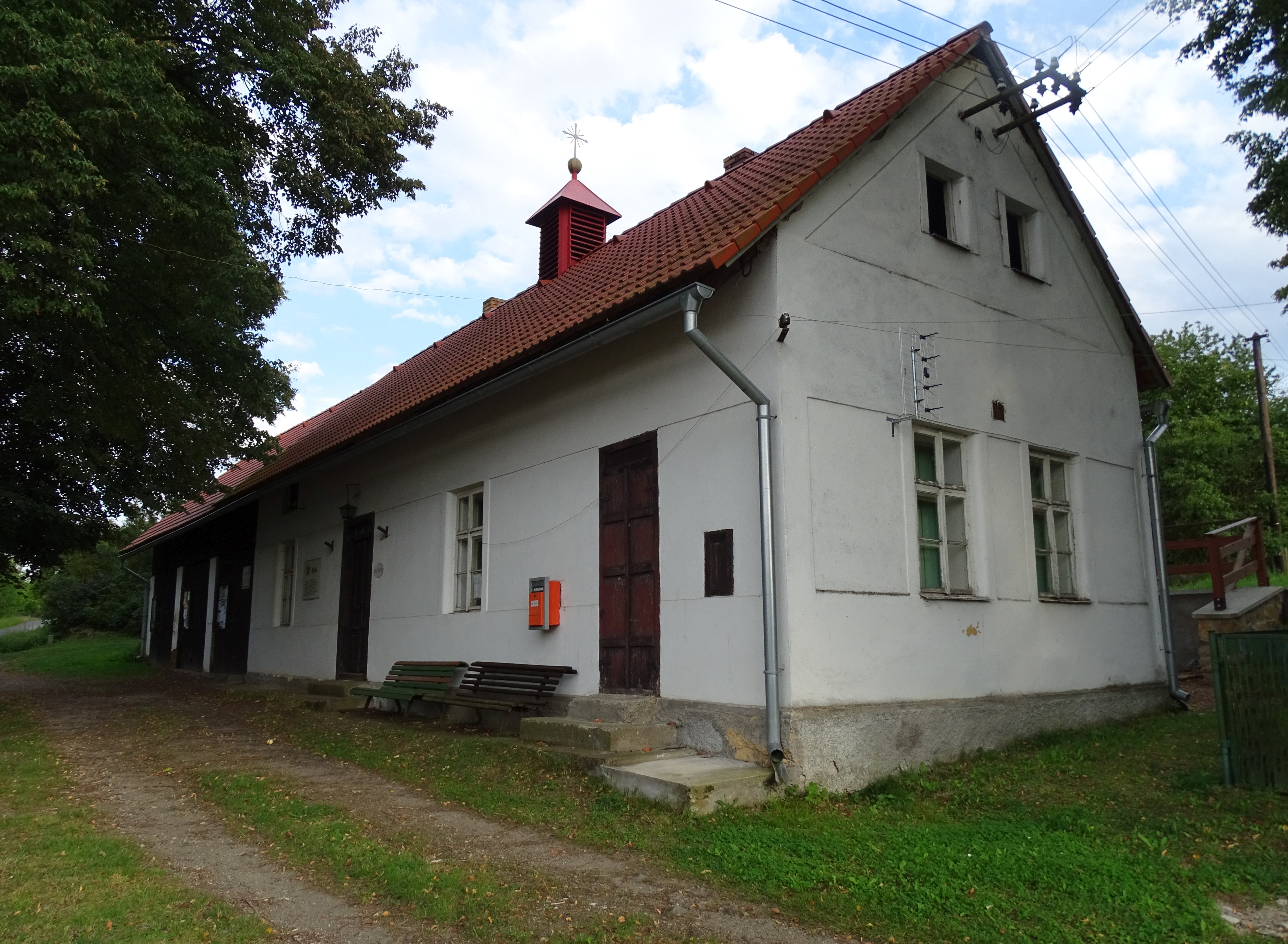
Čilá : la mairie.
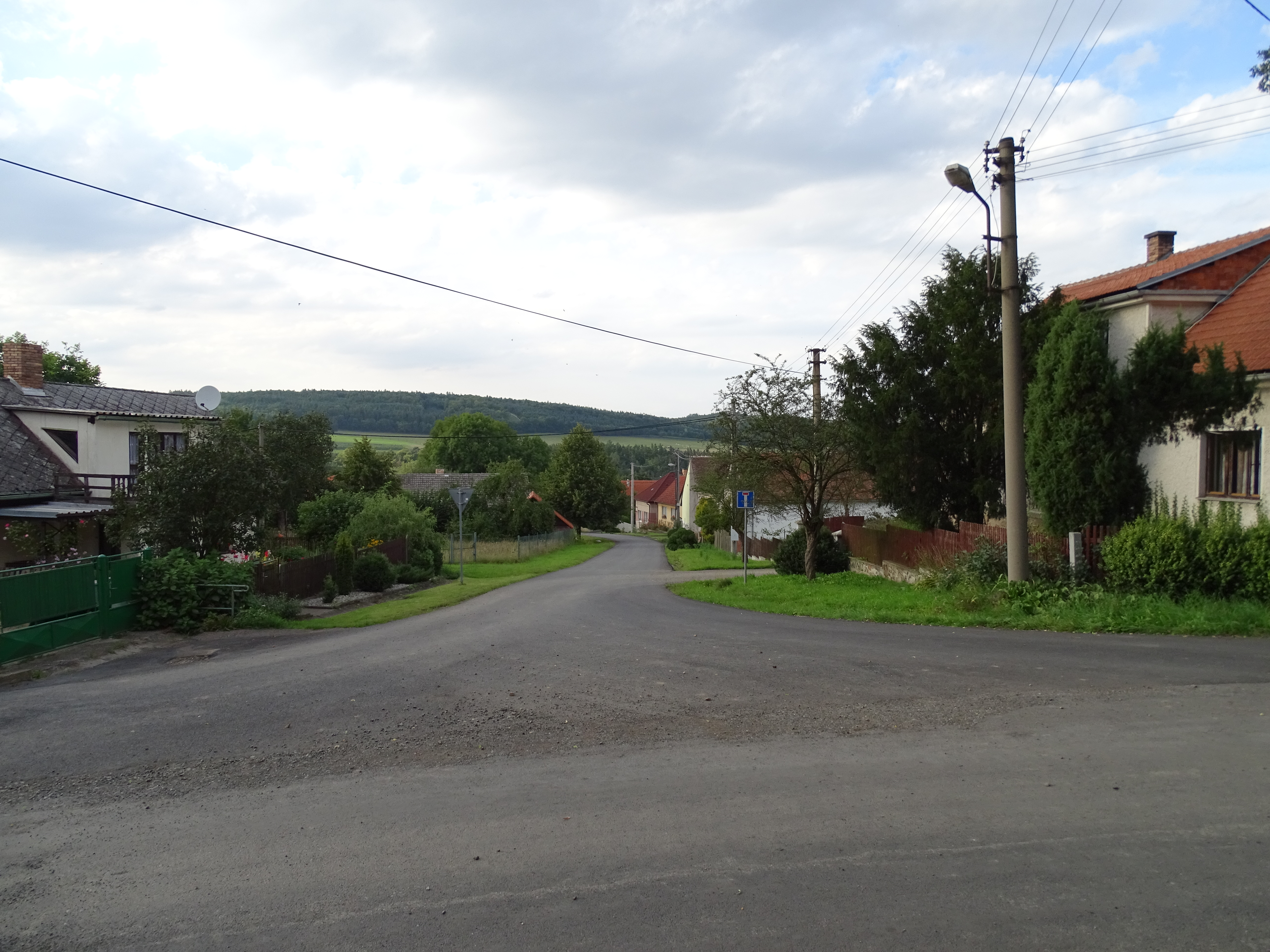
Une rue de Čilá.

## Transports
Par la route, Čilá se trouve à 25 km de Hořovice, à 35 km de Rokycany, à 47 km de Plzeň et à 67 km de Prague.